# Airbourne
"Não deve ser confundido com o grupo de jazz norte-americano dos anos 80"
Airbourne é uma banda de hard rock australiana formada em Warrnambool em 2003 pelos irmãos Joel O'Keeffe (vocal/guitarra) e Ryan O'Keeffe (bateria). Já alcançaram o top 30 no ARIA Chart, no Reino Unido o Albums Chart e nos Estados Unidos o Billboard 200 em 2007 pelo álbum Runnin' Wild. Em 2008 foram classificados a melhor nova banda pela Classic Rock Roll of Honour Awards daquele ano. O seu segundo álbum, No Guts. No Glory. veio em Março de 2010 e alcançou o top 20 da parada ARIA, top 40 no Reino Unido e também apareceu na Billboard 200. Em agosto de 2013, foram certificados com o prêmio de Prata pela BPI . Em Setembro de 2016 a banda lançou seu mais novo álbum, Breakin' Outta Hell, com 11 faixas e 1 bônus track, pela gravadora Spinefarm Records. Ao todo o grupo já gravou 4 álbuns de estúdio.
Eles são frequentemente comparados ao grupo de hard rock australiano AC/DC pelos próprios fãs, devido o som seco, pesado e característico dos clássicos do rock dos anos 70. Eles tem sido muito elogiados por grandes estrelas do rock mundial como; The Rolling Stones, Lemmy Kilmister do Motorhead, Mötley Crüe, Iron Maiden e outros.
O grupo mostra uma forte atitude para os tempos atuais, pois, em dias que a mídia e os holofotes deixaram o velho rock and roll, e as bandas atuais não tem mais a característica marcante do rock setentista e oitentista, Joel O'Keeffe e os demais integrantes do grupo são uma verdadeira resistência desse estilo musical e de vida. Chega a ser quase um protesto em favor do rock clássico. Enquanto outras bandas apostam no pop rock, os rapazes australianos apostam no bom e velho rock mais casca grossa. Até o jeito que se vestem e mantém os cabelos grandes lembram as bandas de rock clássicas. O grupo também mantém o estilo de arrumar o cenário dos shows na moda antiga, onde paredões de Marshall cruzam todo o fundo do palco com o volume das guitarras e do baixo a toda potência.

## História

Logo da banda.

A banda foi formada em 2003 pelos irmãos Joel e Ryan O'Keeffe. Joel ganhou sua primeira guitarra aos 11 anos de idade e Ryan teve seu primeiro kit de bateria com 15 anos. Joel conheceu David Roads quando os dois trabalhavam no Warrnambool Hotel. O baixista Justin Street foi encontrado em 2003 em uma festa por Ryan, enquanto Ryan tocava bateria, Justin o acompanhava no baixo. Trazendo suas guitarras para o trabalho  Airbourne é uma banda jovem, com integrantes de 19–23 anos, que revive o velho rock n'roll dos anos 70. Com o tom característico da banda AC/DC, influenciando-se em Motörhead e Kiss, eles vêm lotando estádios na Austrália e fazendo grande sucesso com os fãs de hard rock.[carece de fontes?]
Os integrantes do grupo possuem algumas peculiaridades interessantes de serem ressaltadas, como por exemplo; Joel "o frontman", normalmente usa uma calça preta meio envelhecida e as vezes até rasgada na altura dos joelhos, cabelos soltos e bagunçados, e sempre se apresenta sem camisa. Esse visual fiel do vocalista é bastante similar ao do lendário "Bon Scott". Enquanto que, Justin Street e David Roads fazem alguns movimentos no palco como uma coreografia, similares aos dos membros do Kiss e do AC/DC, por exemplo; Quando algumas músicas vão entrar no refrão, os dois saem do fundo do palco e se aproximam dos microfones apenas para dar o apoio vocal, após o término do refrão, eles voltam as suas posições, e as vezes ficam se mexendo em sincronia jogando os cabelos e movimentando suas guitarras. É possível notar esses pequenos detalhes até em alguns videoclipes da banda, como por exemplo no clipe do som "Too Much, Too Young, Too Fast". Outra coisa bem notória é o tipo vocal de Joel, marcante e único, mesmo com seu forte drive vocal ele consegue elevar seu tom e em alguns casos "gritos" em alturas incríveis.
Em 2004 - o quarteto ganhou um concurso de bandas do estado, Push-On, em Melbourne. Algumas fontes afirmam que o grupo foi influenciado por bandas de rock australianas como "AC/DC, The Angels, Billy Thorpe e Rose Tattoo". Inicialmente, eles gravaram um álbum estendido de oito faixas, Ready to rock , que apareceu em julho de 2004 como um lançamento independente auto-financiado. Nessa época, Jacobson "O primeiro baixista", foi substituído por Justin Street. Ryan O'keeffe o convidou através de uma festa, enquanto tocavam juntos e bêbados numa noite de festa no início de 2005. A partir de então, a banda tomou sua primeira formação sólida e mudaram-se para Melbourne, e em agosto eles assinaram um contrato com a Capitol Records para gravação de cinco álbuns. Nesse mesmo período, Joel relata um acontecido interessante; Enquanto a banda estava vivendo em uma casa compartilhada, eles deram uma festa, e durante a mesma eles ouviam um CD do grupo Krokus, Rock the Block, mas, devido a um fusível queimado, houve um curto circuito na rede elétrica que causou um incêndio na parte de trás daquela casa.
Em 2006 - Airbourne viajou aos Estados Unidos para começar a trabalhar em seu primeiro álbum de estúdio e o mais premiado da banda, Runnin 'Wild, com o produtor Bob Marlette. Runnin' Wild foi lançado na Austrália em 23 de junho de 2007, fazendo grande sucesso nas paradas tanto da Austrália, como da Inglaterra e Estados unidos. Mostrando então o grande potencial da banda para o sucesso mundial. Três canções foram emitidos a partir do álbum, " Runnin 'Wild " (maio), " Too Much, Too Young, Too fast " (junho), uma das canções foi incluída no game "Guitar Hero World tour"  "Diamond in the Rough". Em fevereiro, a Capitol Records tinha cancelado seu contrato com a banda, mas o álbum foi lançado na Austrália pela EMI . Em junho, a banda assinou com a Roadrunner Records para a distribuição internacional. O álbum atingiu o auge no top 30 das paradas de álbuns da ARIA na Austrália, top 40 na Nova Zelândia RIANZ Albums Chart e apareceu nas paradas da Áustria, Suíça e França. Durante o final de Em 2007, o grupo excursionou pelos Estados Unidos dando suporte ao Kid Rock e Korn . Runnin 'Wild foi lançado na América do Norte, Europa e Japão em janeiro de 2008. O álbum atingiu o Top 100 no UK Albums Chart e apareceu na Billboard 200 . Em setembro de 2007, eles emitiram um (extended play) de cinco faixas ao vivo, Live at the Playroom. No videoclipe da canção Runnin' Wild, Lemmy Kilmister da banda Motorhead, aparece pilotando uma carreta a toda velocidade fugindo da polícia, na caçamba do veículo estavam os integrantes do Airbourne tocando a canção em meio a fuga.

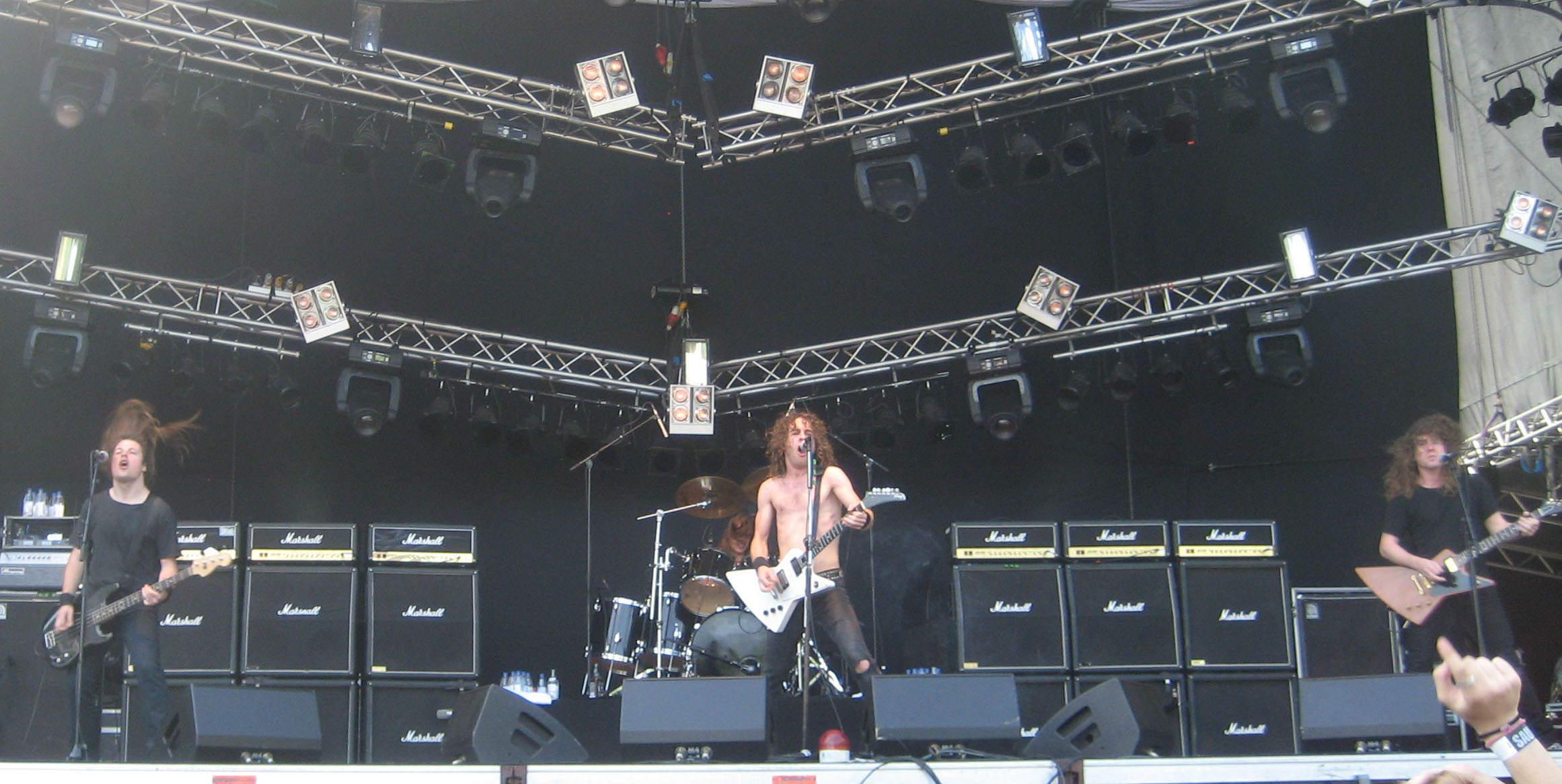
Airbourne em concerto, 2008.

2008 - Eles se classificaram como a melhor nova banda do ano pela Classic Rock Roll of Honour Awards, promovida pela Classic Rock Magazine. No mesmo ano, conceberam uma entrevista ao MetalSucks, e Joel discutiu as comparações que o público faz deles com a banda AC/DC, "Quem você é quando você vai tocar?, Nos comparam com AC/DC especialmente porque somos Australianos e eles também, Independente do que você faça ou quem você é, sempre irão fazer comparações, As pessoas gostam de comparar pessoas e coisas. Bem, ao menos, nos comparam com AC/DC, eu os considero a melhor banda que existe, e, mesmo depois de tantos anos, eles ainda estão em atividade nos dias de hoje e prestes a lançar outro álbum. Não existe elogio melhor que ser comparado a eles... " em novembro, no Astoria, em Londres, Dan Hawkins (Stone Gods / The Darkness ) juntaram-se a banda no palco para tocar a música do AC/DC," Whole Lotta Rosie ". Hawkins tocando com a guitarra de Joel (uma Gibson Explorer branca), enquanto Joel cantou sem tocar guitarra.
2009 - Airbourne se preparava para gravar seu segundo álbum de estúdio, No Guts. No Glory. Na edição de 17 de janeiro de Kerrang! Magazine, Joel revelou que havia escrito anteriormente as faixas da Criterion Hotel. O álbum foi produzido por Johnny K, e Mike Fraser, lançado em 8 de Março de 2010, no Reino Unido, Europa, Canadá, Japão, Austrália e Nova Zelândia, e nos Estados Unidos em 20 de abril. "Born to Kill", foi tocada pela primeira vez ao vivo no Logan Campbell Centre, Auckland, Nova Zelândia em outubro de 2009. Em janeiro de 2010, outra nova canção, " No Way But the Hard Way ", foi tocada na Rádio BBC 1 - Rock Show. Em 9 de fevereiro estava disponível no iTunes, como a primeira canção do álbum. O álbum alcançou o top 20 nas paradas de álbuns da ARIA, e top 20 nas paradas de álbuns na Áustria, Nova Zelândia, Finlândia, Grécia, Suécia e Suíça. No Reino Unido, alcançou a posição Nº 31, enquanto na Billboard 200 dos EUA, alcançou o top 100. A 4ª Canção do álbum No Guts, No Glory "Raise the Flag", é uma das canções mais marcantes e pedidas da banda, onde eles declaram na letra que: "A luta não acabou, nós nunca vamos nos render, nós continuamos de pé e fortes, Assim como você está vivo, nós também estamos, o rock jamais morrerá, Hasteiem a bandeira do Rock' n Roll."
2011 - Foi anunciado em novembro daquele ano através da sua página oficial do Facebook que, desde meados de 2011 a banda estava trabalhando em um novo álbum, e também, desse ano em diante a banda veio se apresentando em diversos festivais, como no Rock am Ring na Alemanha, Download Festival em Donington Park na Inglaterra, dentre outros eventos. Em Cardiff Motorpoint Arena, em 1 de agosto de 2011, o grupo foi em uma turnê no Reino Unido, dando apoio a banda britânica de heavy metal Iron Maiden, no período da turnê Final Frontier World Tour.

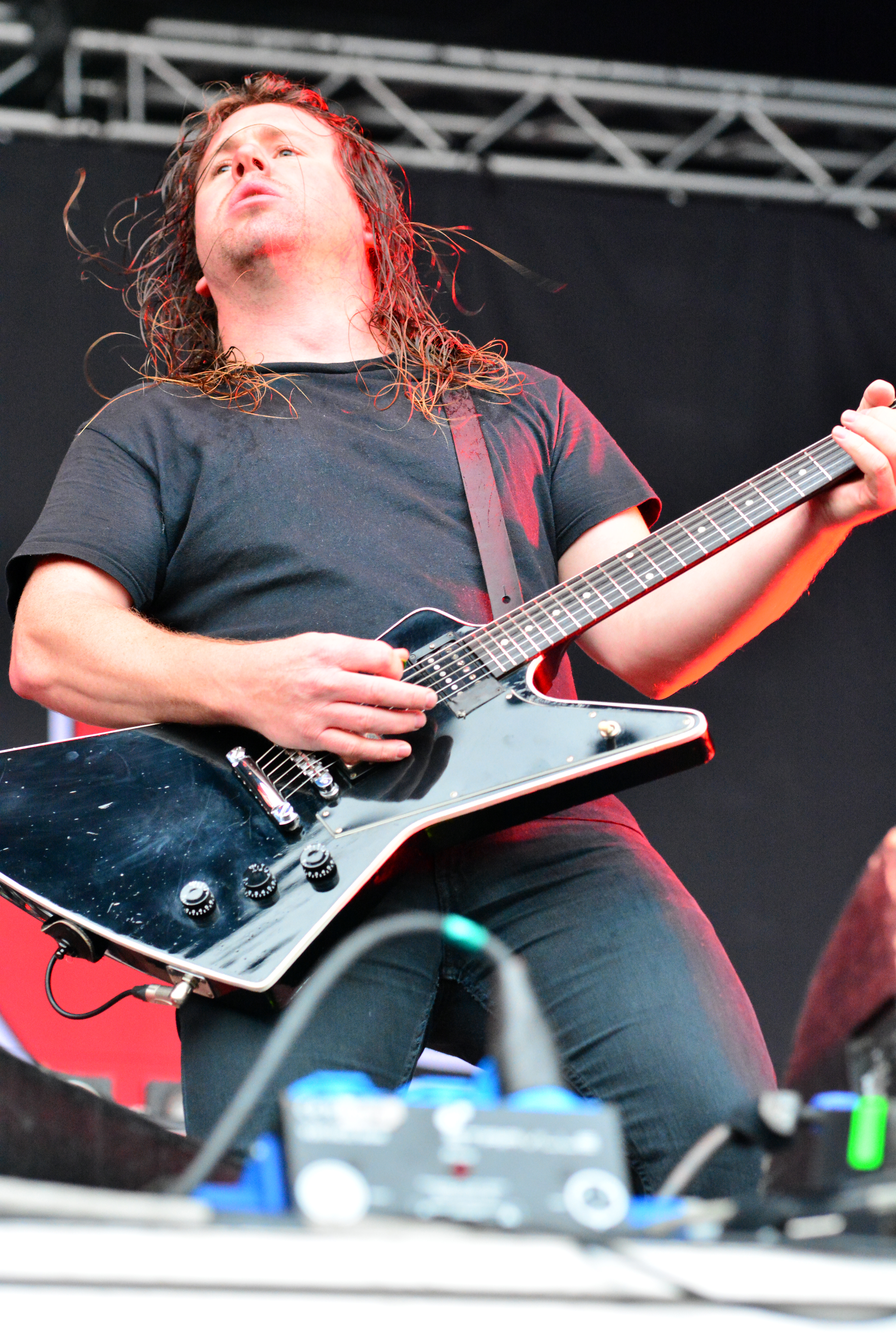
David Roads, ex-guitarrista base em 2014.

2013 - Foi o ano de lançamento do álbum Black Dog Barking, o anúncio foi feito logo no início de fevereiro 2013 através de sua página do oficial do Facebook. Então, em 21 de maio de 2013, foi lançado através da Roadrunner Records. A arte da capa novamente foi criada por artistas australianos, os irmãos SHARP, que também fizeram a arte da capa do álbum "No Guts, No Glory", de acordo com David Roads. A ideia por trás do título do álbum era, para usar o Black Dog como uma metáfora para a característica da banda de quebrar as regras, especialmente por não cuidar de por limites aos decibéis nos shows ao vivo, ou seja, Airbourne tem por costume se apresentar com o volume do som absurdamente alto.
2014 - A banda fazia shows em diversos lugares do mundo, um deles por exemplo, foi em setembro de 2014 no Commodore Ballroom, em Vancouver no Canadá. chegando em novembro de 2014, Joel O'Keeffe revelou que a banda estava escrevendo músicas para o seu próximo álbum de estúdio. Em 2014 também seria o ano em que a banda faria a sua primeira turnê no Brasil, mas, devido a problemas com agenda, a vinda deles foi cancelada sem muitas explicações. Eles se apresentariam num bar em São Paulo inicialmente.
2016 - Em janeiro de 2015, a banda revelou que eles assinaram um contrato mundial com a Spinefarm Records. Em junho de 2016, a banda anunciou que o novo álbum seria intitulado Breakin 'Outta Hell, sendo lançado 23 de setembro de 2016. A faixa-título foi lançada como canção no dia 8 de julho. Como os demais álbuns da banda, Breakin' Outta Hell continua mantendo a característica sonora da banda fiel ao estilo de rock antigo, repleto de canções que muito lembram sons clássicos. Apesar da single principal ser o próprio título do álbum, outros sons também se destacam pela forte sonoridade, como "Never Been Rocked Like This" e "Do me like you do yourself".
Apoio de outras bandas e participações em outras mídias
O grupo já fez abertura de shows para bandas como: Mötley Crüe, Motörhead, Iron Maiden e The Rolling Stones, além de virem se apresentando em festivais de músicas de verão e eventos de rock pela Europa. Airbourne têm arrastado multidões de fãs, tanto jovens como adultos e até mesmo roqueiros da velha guarda. Suas apresentações variam desde grandes festivais e estádios, até pequenos e grande pubs.
Suas músicas também estão presentes em vários jogos eletrônicos, por exemplo: Tony Hawk's Proving Ground, Need for Speed: ProStreet, skate., NFL Tour, Burnout Paradise, NHL 09, NASCAR 08 e Guitar Hero World Tour.
Imprudência em algumas apresentações

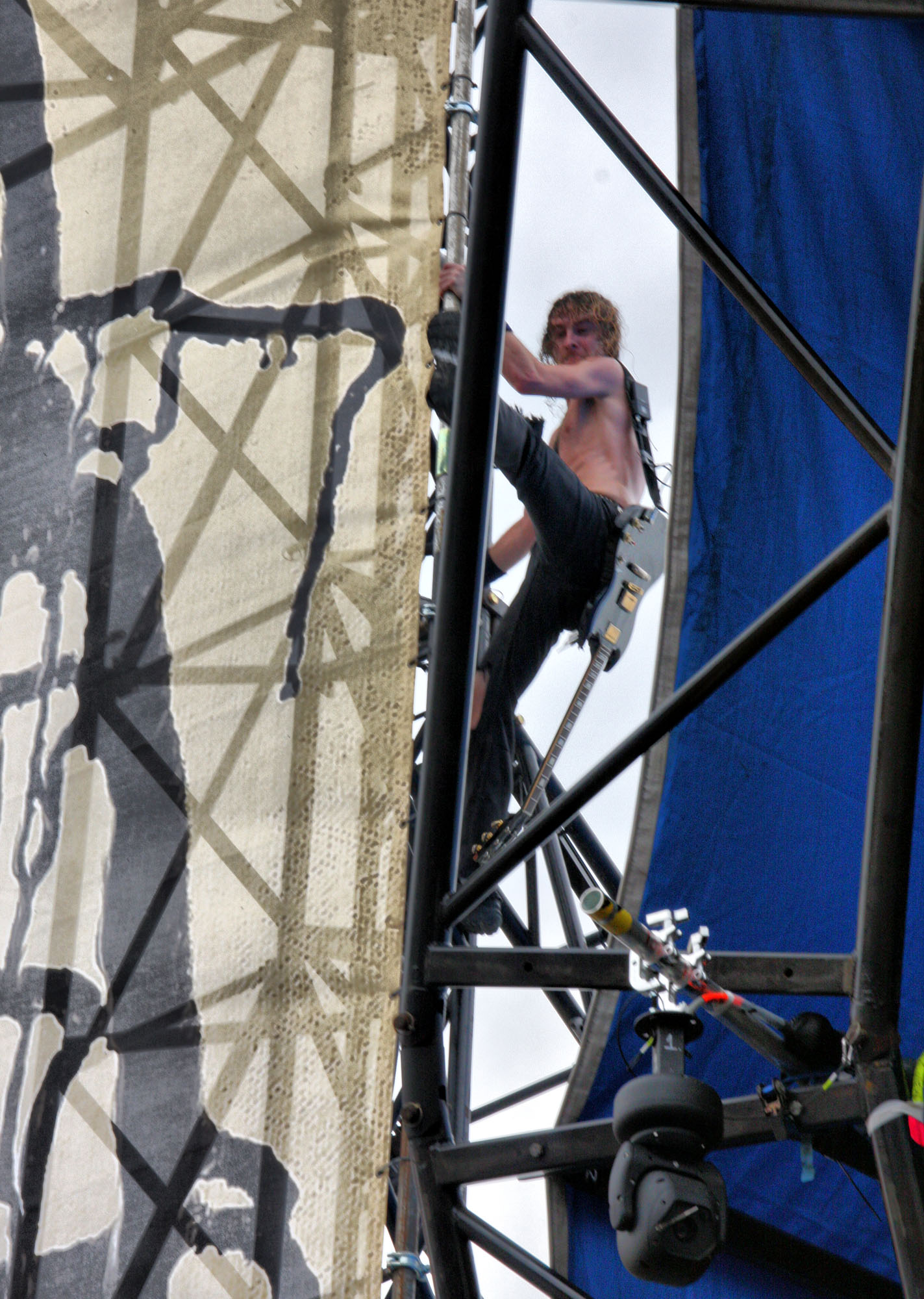
Joel O'Keeffe escalando as treliças do palco num concerto em 2011.

Joel O'Keeffe: Em 31 de Julho de 2008, na 19ª edição do evento Wacken Open Air na Alemanha, para um público de 70 mil pessoas, durante a canção Girls in Black o vocalista subiu nas estruturas do local pelas armações fronte-laterais das treliças até a parte mais alta do palco para solar com a guitarra. Essa não foi a única vez que ele fez essa escalada de risco, O'Keeffe vem repetindo esse feito durante outros shows, e faz isso sem o uso de qualquer equipamento de segurança. E para apimentar mais ainda o ato "imprudente", ele se ajeita nas partes altas das treliças e faz solos com o instrumento lá do alto, levando o público a loucura e esquentando mais ainda os shows. Dá pra se ver que em alguns dos shows eles consomem bebidas alcoólicas, então, isso torna o ato do vocalista algo realmente preocupante para os produtores e até mesmo para os fãs. Mesmo sendo um grande risco para a sua integridade física e até mesmo para a sua vida, Joel ainda mantém esse hábito.
Apresentação no Brasil
Em 2014, a banda faria um show em São Paulo no Manifesto Bar, no dia 11 de Abril às 22h, cairia numa sexta feira. Mas, Um comunicado da banda informava que a turnê, a primeira do grupo no País, teve de ser cancelada por problemas de agenda, sem mais detalhes. Posteriormente foi informado que o pai dos irmãos Joel O'Keeffe havia falecido.

### A saída do guitarrista David Roads
Em 7 de abril de 2017, foi anunciado através da página da banda no Facebook que o guitarrista David Roads, de longa data, deixaria a banda para trabalhar em seu negócio familiar. Harri Harrison foi anunciado como seu substituto.

## Integrantes

### Formação atual
- Joel O'Keeffe (vocais/guitarra solo)
- Ryan O'Keeffe (bateria)
- Harri Harrison (guitarra base/vocal de apoio)
- Justin Street (baixo/vocal de apoio)

### Ex-integrantes
- Adam Jacobson (Baixo)
- David Roads (guitarra base/vocal de apoio)

## Discografia

### Álbuns
- Runnin' Wild (2007)
- No Guts. No Glory. (2010)
- Black Dog Barking (2013)
- Breakin' Outta Hell (2016)
- Boneshaker (2019)

### EPs
- Ready to Rock (2004)
- Runnin' Wild Special Edition (2008)

### Compilações
- Live at the Playroom (2007)

### Singles
| Ano  | Single                          | Posições nas paradas         | Posições nas paradas | Álbum               |
| Ano  | Single                          | Mainstream Rock Tracks chart | Canadian Hot 100     | Álbum               |
| ---- | ------------------------------- | ---------------------------- | -------------------- | ------------------- |
| 2007 | "Too Much, Too Young, Too Fast" | 16                           | 73                   | Runnin' Wild        |
| 2007 | "Runnin' Wild"                  | 22                           | 90                   | Runnin' Wild        |
| 2008 | "Diamond in the Rough"          | -                            | -                    | Runnin' Wild        |
| 2010 | "No Way But The Hard Way"       | -                            | -                    | No Guts, No Glory   |
| 2013 | "Live It Up"                    | -                            | -                    | Black Dog Barking   |
| 2016 | "Breakin' Outta Hell"           |                              |                      | Breakin' Outta Hell |

## Prêmios e nomeações
ARIAS:
Nomeado: Melhor Álbum de Rock (2007) - Runnin 'Wild
Nomeado: Álbum revelação do Ano (2007) - Runnin 'Wild
SleazeRoxx.com:
Vencedor: Melhor Álbum (2007) - Runnin 'Wild
Votado como 12º Melhor Álbum de (2007) no Sleaze Roxx Reader's Poll - Runnin 'Wild
UltimateRockGods.com:
Nomeado: Melhor Performance Vocal de Rock (2007) - Runnin 'Wild
Nomeado: Melhor Canção de Rock (2007) - "Runnin 'Wild"
Nomeado: Melhor Novo Artista (2007)
Metal Hammer Prêmios Golden Gods:
Vencedor: Melhor álbum de estréia (2008) - Runnin 'Wild
Classic Rock Roll Of Honor Awards:
Vencedor: Melhor nova banda de (2008)

## Músicas em outras mídias
Parte dos grandes sucessos da banda aparecem em outras mídias como os video games.
- Burnout Paradise - "Too Much, Too Young, Too Fast"
- Guitar Hero World Tour - "Too Much, Too Young, Too Fast"
- Madden NFL 08 - "Runnin' Wild"
- Madden NFL 09 - "Stand Up for Rock 'N Roll"
- NASCAR 08 - "Stand Up For Rock 'N Roll"
- NASCAR 09 - "Runnin' Wild"and Too Much, Too Young, Too Fast"
- Need For Speed: ProStreet - "Blackjack"
- Need For Speed: Undercover - "Girls in Black"
- NFL Tour - "Blackjack"
- NHL 08 - "Stand Up for Rock 'N Roll"
- NHL 09 - "Runnin' Wild"
- Rock Band/Rock Band 2 - "Runnin' Wild" (como conteúdo adicional)
- skate. – "Let's Ride"
- Tony Hawk's Proving Ground - "Girls in Black"
- Medal of Honor: Airborne - "Stand Up For Rock 'N Roll"
- WWE Smackdown vs Raw 2009 - "Turn Up The Trouble"

Outro lugar onde as músicas da banda fizeram muito sucesso, foi no WWE. A música "Stand Up For Rock And Roll" foi a música tema oficial do WWE's Royal Rumble 2008.
A música "Too Much, Too Young, Too Fast" está presente na trilha sonora do filme: I love you Beth Cooper [2009]
A música "Diamond In The Rough" está presente no filme She's Out of My League.